# Киркенес
Ки́ркенес (норв. Kirkenes — Хиркенес, фин. и квен. Kirkkoniemi, северносаам. Girkonjárga, колтта-саам. Ǩeârkknjargg) — город в северо-восточной части Норвегии, в фюльке Финнмарк, приблизительно в 8 км от российско-норвежской границы.

## География и климат
Киркенес находится на крайнем северо-востоке Норвегии, примерно в 400 км к северу от северного полярного круга. Город расположен на одном из рукавов фьорда Варангер-фьорд, недалеко от границы с Россией.
Полярный день продолжается с 17 мая по 21 июля, а полярная ночь — с 21 ноября по 21 января. Несмотря на прибрежное положение, в городе имеет место климат переходный к континентальному. Средние месячные температуры меняются от −11,5 °C в январе до 12,6 °C в июле. Средний годовой уровень осадков — около 450 мм. Самая низкая когда-либо зафиксированная температура составляла −41 °C; самая высокая когда-либо отмеченная температура была 32,7 °C. Самая высокая среднемесячная температура была отмечена в июле 2004 года и составила 16,9 °C.

## История

### Ранние годы
Поселение на месте Киркенеса известно с XVI века. Название Киркенес получил по церкви, построенной здесь в 1862 году (норв. Kirke — церковь). До 14 мая 1826 года находился на территории Фэлледсдистрикта (Общего района) — кондоминиума Швеции и России, после чего почти все спорные территории (в том числе и Киркенес) отошли к Швеции. Киркенес оставался небольшой деревней до начала XX века; в 1906 году к югу от населённого пункта началась разработка месторождений железной руды, что способствовало активному развитию Киркенеса. Для освоения железорудного месторождения была создана компания A/S Sydvaranger, просуществовавшая до 1996 года. В 1909 году компания построила в Киркенесе тепловую электростанцию. Годом ранее город получил надёжное транспортное сообщение с центральной частью Норвегии: Киркенес стал конечной точкой паромной линии Hurtigruten.
Во время Первой мировой войны Киркенес являлся одним из ключевых поставщиков сырья для артиллерии. Одним из крупнейших событий в межвоенный период стала всеобщая стачка и политические волнения 1928 года. Во время советско-финляндской войны в декабре 1939 года город принял 1300 беженцев, перешедших границу по реке Паз.

### Вторая мировая война
Киркенес был оккупирован Германией в июле 1940 года. Город стал базой для подготовки нападения немецких войск на советское Заполярье — в городе и окрестностях было размещено до 500 тысяч солдат вермахта. В окрестностях Киркенеса был расположен аэродром Хебуктен, о котором сбитый в районе Мурманска 29 июня 1941 года командир эскадрильи люфтваффе Альфред Люевский показал советским представителям:

... аэродром находится примерно в 30 километрах юго-западнее Киркенес... бетонированных площадок нет. Аэродром хорошо заметен, так как помещается в ложбине между гор. Он никак не маскируется Самолеты маскируются ветками, сучьями и деревьями
В военные годы Киркенес подвергался массированным бомбовым ударам; на город было совершено 320 авианалётов. Самая разрушительная бомбардировка произошла 4 июля 1944 года, когда огнём было уничтожено 140 домов. Жители Киркенеса укрывались от налётов в бомбоубежище Андерсгротта, где ныне действует небольшой музей. В тюрьмах и лагерях военнопленных Киркенеса и его окрестностей за время оккупации содержалось свыше 7 тысяч советских военнопленных. 
13  мая 1944 года в порту Киркенеса советская авиация потопила три немецких транспорта.
Осенью 1944 года при отступлении немецкие войска уничтожили большую часть оставшихся зданий и сооружений города; уцелела лишь часть жилых домиков на окраинах. 25 октября 1944 года город штурмом взят частями Красной армии и морской пехоты Северного флота. В городе были захвачены 223 разных склада, в порту — 11 судов и катеров. Из лагерей военнопленных освобождены 854 советских военнопленных и 772 гражданских лиц, вывезенных с советской территории.
Киркенес стал первым из городов Норвегии, освобождённым от оккупации.
Перед отступлением с помощью норвежских коллаборационистов немецкие оккупанты принудительно вывезли большую часть гражданского населения. В 1944—1945 годах заместителем коменданта Киркенеса был известный впоследствии востоковед Игорь Михайлович Дьяконов; в 1990-е годы ему было присвоено звание почётного гражданина города..
После войны в Киркенесе уцелело лишь 13 домов. Во время одной из бомбардировок дотла сгорела и церковь, по которой город получил своё имя. После войны было построено новое, каменное здание церкви.

### Послевоенный Киркенес
В послевоенные годы Киркенес был фактически отстроен заново на ассигнования, полученные Норвегией по Плану Маршалла. Восстановленный Киркенес стал первым из городов фюльке Финнмарк, получившим дороги с твёрдым покрытием. В годы Холодной войны советско-норвежская граница близ Киркенеса была одним из двух участков, где Советский Союз граничил непосредственно со страной НАТО (другая такая граница — с Турцией). Почти все 1990-е годы эта граница была единственным участком, где Россия граничила со страной НАТО.
На протяжении большей части XX века Киркенес оставался центром железорудной промышленности, в городе действовала обогатительная фабрика. В 1960-е годы население достигало 7 тысяч человек. В 1996 году в связи с нерентабельностью, вызванной кризисом в металлургии, была ликвидирована компания Sydvaranger. Добыча руды прекратилась.
11 января 1993 года в Киркенесе на встрече министров иностранных дел России и стран Северной Европы было принято решение о создании Совета Баренцева/Евроарктического региона. Провозглашённой целью Совета является содействие устойчивому развитию Баренцева региона, куда входят северные части Норвегии, Швеции и Финляндии, а также 5 субъектов северо-запада Российской Федерации.

## Население
Большинство населения Киркенеса — норвежцы, проживают также саамы, финны, русские (около 10%).

## Экономика
До 1996 года основой экономики Киркенеса была добыча и обогащения железной руды. Добыча руды осуществляется открытым способом в пригороде Киркенеса Бьёрневатн, в 1906—1996 годах велась компанией A/S Sydvaranger. В 1996 году из-за низкой рентабельности рудник закрылся, однако в 2009 году добыча была частично возобновлена. С конца XX века экономика города была переориентирована на обслуживание нефтегазовой отрасли региона Баренцева моря. Ведётся судоремонт. Всё более важное место в хозяйстве города занимают торговля, туризм, логистические услуги.
В рамках проекта «Мурманский коридор» осуществляется экономическое сотрудничество с Россией, в частности, была проведена реконструкция связывающей Киркенес с Мурманском автодороги.

## Транспорт
В 15 км от города на трассе Е6 расположен аэропорт, откуда осуществляются ежедневные рейсы в Осло, а также рейсы в Тромсё, Вадсё, Вардё, Ботсфьорд, Берлевог, Мехамн, Хоннингсвог, Альту, Сёркьосен. Аэропорт был построен во время Второй мировой войны для использования Люфтваффе, к 1963 году был перестроен для гражданского использования. Корабли компании Hurtigruten связывают Киркенес с Бергеном. Имеется регулярное автобусное сообщение с Мурманском, а также с городами Оулу и Карасйок. Между Киркенесом и пригородами действуют местные автобусные маршруты.
Железная дорога Киркенес — Бьёрневатн соединяет порт Киркенес и шахту Бьёрневатн в коммуне Сёр-Варангер. Планируется строительство железной дороги от финского Рованиеми до Киркенеса протяжённостью в 529 км.
Киркенес также является конечным пунктом трансъевропейского велосипедного маршрута «Железный занавес», проложенного вдоль бывшей границы между странами Варшавского договора и НАТО.

## Достопримечательности
- Музей Пограничья с экспозицией, посвящённой Киркенесу в военные годы, истории железорудной промышленности Сёр-Варангера, краеведческими материалами. Важное место в экспозиции занимает советский боевой самолёт Ил-2. Выставлены также работы художника Коре Йонсона, посвящённые природе и быту Финнмарка[11].
- Церковь. Нынешнее здание — базилика в традиционной форме латинского креста — было построено к 1959 году на месте сгоревшей в военное время деревянной первой церкви Киркенеса. При строительстве в здание была интегрирована единственная сохранившаяся часть старой церкви — шпиль[11].
- Памятник солдатам Красной армии (1952 год) на площади Руаля Амундсена (Роальд Амундсен гате) (норвежское название — Russemonumentet — «Русский монумент»).
- Музей саамского художника Йона Савио.Памятник солдатам Красной армии на площади Руаля Амундсена  (открыт в 1994 году[11]).
- Близ Киркенеса — мемориал одиннадцати местным жителям, во время Второй мировой войны помогавших партизанам в сборе информации о частях вермахта и казнённых немецкими властями.

## Известные личности
- В Киркенесе родился трёхкратный олимпийский чемпион по лыжным гонкам Вегард Ульванг.
- В Киркенесе проживает одна из звёзд мировой трансовой музыки Эрьян Нильсен.

## Города-побратимы
- Воркута, Россия
- Никель, Россия[12]
- Карс, Турция